# Klaus-Detlev Godau-Schüttke
Klaus-Detlev Godau-Schüttke (* 1942) ist ein deutscher Jurist und Rechtshistoriker.

## Leben
Godau-Schüttke studierte an der Christian-Albrechts-Universität zu Kiel und promovierte dort von 1975 bis 1981 bei Hans Hattenhauer zum Dr. jur. mit einer Dissertation über Curt Joël. Ab 1974 war er Assessor und von 1975 bis 2007 Richter am Landgericht Itzehoe. Außerdem war er Referent auf der Richterakademie.
Seit 1988 forscht Godau-Schüttke selbstständig über Juristen, die während und nach der Zeit des Nationalsozialismus tätig waren, und ihre Rolle im Justizwesen. Er hat zu diesem Thema mehrere Bücher veröffentlicht und tritt in Interviews und Veranstaltungen als Experte auf.
Godau-Schüttke war für die SPD Mitglied der Ratsversammlung von Itzehoe bis zur Kommunalwahl 2008, bei der er nicht mehr kandidierte.
Godau-Schüttke war verheiratet mit Christina Godau-Schüttke (geb. Polke, 1944–2021), die von 1973 bis 2006 ebenfalls Richterin am Landgericht Itzehoe war.

## Veröffentlichungen (Auswahl)
- Rechtsverwalter des Reiches Staatssekretär Dr. Curt Joël. Lang, 1981, ISBN 978-3-8204-6415-3 (Dissertation).
- Ich habe nur dem Recht gedient. Die „Renazifizierung“ der Schleswig-Holsteinischen Justiz nach 1945. Nomos, 1993, ISBN 978-3-7890-2935-6.
- Die Heyde-Sawade-Affäre. Wie Juristen und Mediziner den NS-Euthanasieprofessor Heyde nach 1945 deckten und straflos blieben. 3. Auflage. Nomos, 2010, ISBN 978-3-8329-5048-4 (Erstausgabe:  1998).
- Der Bundesgerichtshof. Justiz in Deutschland. Tischler, Berlin 2005, ISBN 978-3-922654-66-7.
- Integration und Restauration. Demokraten, Mitläufer, NS-Eliten: Justizpersonalpolitik in Schleswig-Holstein nach 1945. Arbeitskreis zur Erforschung des Nationalsozialismus in Schleswig-Holstein e. V., 2019.